# Escut de Sant Llorenç d'Hortons

Escut oficial de Sant Llorenç d'Hortons

L'escut oficial de Sant Llorenç d'Hortons té el següent blasonament:
Escut caironat: de sinople, una graella de sable posada en pal amb el mànec a dalt. Per timbre una corona mural de poble.

## Història
Va ser aprovat el 22 de juny del 2001 i publicat al DOGC el 5 de juliol del mateix any amb el número 3424.
La graella és l'atribut de sant Llorenç, patró del poble.